# القيمة الحقيقية مقارنة بالقيمة الاسمية (اقتصاد)
في الاقتصاد تُقاس القيمة الاسمية من حيث كمية المال، في حين يتم قياس القيمة الحقيقية مقابل السلع أو الخدمات. القيمة الحقيقية هي القيمة التي تُعدل لمراعاة التضخم مما يتيح مقارنة الكميات كما لو أن متوسط أسعار السلع لم يتغير؛ لذلك التغييرات في القيمة الحقيقية تستبعد تأثير التضخم على عكس القيمة الإسمية التي لم تُعدل لتُناسب التضخم ما يعني أن التغييرات في القيمة الاسمية تعكس ولو جزئيًا تأثير التضخم ولكنها لن لا تعبر بشكل صحيح عن القوة الشرائية.

## كما هو في الاقتصاد
في الاقتصاد، تشير القيمة الاسمية إلى القيمة الاقتصادية المعبر عنها بشروط نقدية اسمية ثابتة (وهي وحدات العملة) في سنة ما أو سلسلة من السنوات. وعلى النقيض من ذلك، تضبط القيمة الحقيقة القيمة الاسمية للتخلص من آثار تغيرات مستوى السعر بمرور الزمن. فعلى سبيل المثال، قد تحدث التغيرات في القيمة الاسمية لبعض الحزم السلعية بمرور الزمن نظرًا للتغير في كميات الحزم أو الأسعار المرتبطة بها، في حين أن التغيرات في القيم الحقيقية لا يعكس سوى التغيرات في الكميات.
وتعد القيم الحقيقية بمرور الوقت مقياسًا لشبكة القوة الشرائية صافية من أي تغيرات في السعر بمرور الزمن. وكثيرًا ما تستخدم لإعادة صياغة الدخل على القيمة الاسمية نسبة للدخل على القيمة الحقيقية، وبالتالي ضبط هذا الجزء من تغيرات الدخل التي توازن التضخم الاقتصادي زيادة الناتج المحلي الإجمالي (GDP)، تعكس القمية الاسمية كميات الإنتاج والأسعار في تلك السنة، في حين أن الكميات الحقيقية في سنوات مختلفة لا تعكس سوى التغيرات في الكميات. تقيس سلسلة القيم الحقيقية لفترة زمنية، مثل الناتج المحلي الإجمالي الحقيقي، الكميات النسبية بمرور الوقت والمعبر عنها بأسعار عام واحد، تعرف باسم سنة الأساس (أو بوجه أكثر عمومًا فترة الأساس).
وبنفس الطريقة، من الممكن أن تكون القيمة الحقيقية لحزمة سلعية في عام ما مشتقة من قيمتها الاسمية باستبدال الأسعار الحالية للسلع في الحزمة بالأسعار التي سادت في السنة الأساس. القيم الحقيقية في سنوات مختلفة ثم قيم التعبير عن الحزم كما لو كانت الأسعار ثابتة لجميع السنوات، مع أي اختلافات نظرًا للاختلافات في الكميات المقدرة.
ومن الممكن التعبير عن القيمة الاسمية لحزمة سلعية في عام ما بالأسعار والكميات، أي بوصفها مجموع كميات وأوقات وأسعار السلع المختلفة في الحزمة. وبالتالي ترتبط القيم الاسمية بالقيم الحقيقية بالتعريف الحسابي التالي:
القيمة الاسمية / القيمة الحقيقية = P x Q / Q = P.
حيث تشير P إلى مؤشر السعر، وQ إلى مؤشر الكمية للقيمة الحقيقية. وفي المعادلة، وضعت P بحيث تساوي 1.00 في السنة الأساس. وبدلاً من ذلك، من الممكن أن تساوي P 100 في السنة الأساس:
القيمة الاسمية / القيمة الحقيقية × 100 = P.
ملاحظة: من الممكن أن تكون سنة الأساس أي عام ولكن خبراء الحكومة عادة ما يستخدمون نفس سنة الأساس لكل 5 سنوات متتالية. في كندا، كانت سنة الأساس 2002، ثم 2007، ومن المقرر أن يواصل الكنديون استخدام 2007 بوصفها سنة الأساس حتى 2013.
ومن الممكن أن تنطبق القيمة الاسمية/الحقيقية ليس فقط على بيانات المتسلسلة الزمنية كما هو مذكور أعلاه، ولكن على بيانات المقاطع المستعرضة التي تتفاوت باختلاف المنطقة، على سبيل المثال مؤشر تكلفة المعيشة.

## معدل النمو الحقيقي
معدل النمو الحقيقي {\displaystyle r_{t}} هو التغيير في قيمة حقيقية لكمية مُعينة من سِلعة ما {\displaystyle Q_{t}} مقارنة بقيمة حقيقة لنفس السِلعة بتاريخ سابق {\displaystyle t-1}. وهذا المعدل يقيس مقدار تغير القوة الشرائية للكمية خلال فترة واحدة.
{\displaystyle r_{t}={\frac {P_{0}\cdot Q_{t}}{P_{t}}}/{\frac {P_{0}\cdot Q_{t-1}}{P_{t-1}}}-1}
{\displaystyle ={\frac {P_{t-1}\cdot Q_{t}}{P_{t}\cdot Q_{t-1}}}-1}
{\displaystyle ={\frac {Q_{t}}{Q_{t-1}}}/{\frac {P_{t}}{P_{t-1}}}-1}
{\displaystyle ={\frac {1+g_{t}}{1+i_{t}}}-1}
عندما {\displaystyle g_{t}} هو معدل النمو الاسمي أمّا {\displaystyle Q_{t}} و {\displaystyle i_{t}} فهما معدل التضخم.
{\displaystyle 1+r_{t}={\frac {1+g_{t}}{1+i_{t}}}}
لقيم {\displaystyle i_{t}} بين -1 و 1 (أي ± 100 %)، وهنا فإننا نتعامل مع متسلسلة تايلور
{\displaystyle (1+i_{t})^{-1}=1-i_{t}+i_{t}^{2}-i_{t}^{3}+...}
إذاً:
{\displaystyle 1+r_{t}=(1+g_{t})(1-i_{t}+i_{t}^{2}-i_{t}^{3}+...)}
{\displaystyle =1+g_{t}-i_{t}-g_{t}i_{t}+i_{t}^{2}+{\text{higher order terms.}}}
وبعد التقريب للدرجة الأولى:
{\displaystyle r_{t}=g_{t}-i_{t}}

## أسعار الفائدة الحقيقية
مثل ما هو في معدل النمو الحقيقي
{\displaystyle 1+r_{t}={\frac {1+g_{t}}{1+i_{t}}}}
عندما:
{\displaystyle r_{t}} هو معدل الزيادة في الكمية بالقيمة الحقيقية
{\displaystyle g_{t}} هو معدل الزيادة بنفس الكمية بالقيمة الاسمية
{\displaystyle i_{t}} هو معدل التضخم
وإذا أردنا التقريب للدرجة الأولى:
:{\displaystyle r_{t}=g_{t}-i_{t}.}
في الحالة التي تكون فيها الكمية المتزايدة أصولاً مالية يكون {\displaystyle g_{t}} سعر فائدة اسمي و {\displaystyle r_{t}} سعر الفائدة الحقيقي المقابل والتقريب من الدرجة الأولى {\displaystyle r_{t}=g_{t}-i_{t}} يُعرف بمعادلة فيشر.
في الماضي كان سعر الفائدة الحقيقي اللاحق هو تقريباً معدل الفائدة الاسمي التاريخي مطروحاً منه التضخم. أما عند النظر للمستقبل فإن سعر الفائدة الحقيقي المتوقع هو تقريباً معدل الفائدة الاسمي مطروحاً منه معدل التضخم المتوقع.